# Christiane Sauer
Christiane Sauer (* 1968 in Hagen) ist eine deutsche Architektin und Hochschullehrerin. Sie lehrt als Professorin für Material und Entwurf im räumlichen Kontext am Fachgebiet Textil- und Flächen-Design der Kunsthochschule Berlin-Weißensee, an der sie von 2017 bis 2022 Prorektorin für Vernetzung und Wissenstransfer war. Sie leitet den Forschungsbereich „DXM – Design Experiment Material“ und forscht als Principal Investigator im Rahmen des interdisziplinären Exzellenzclusters „Matters of Activity. Image Space Material“ der Humboldt-Universität zu Berlin. Ihr Fokus liegt auf innovativen Einsatzmöglichkeiten von Material im architektonisch-räumlichen Kontext. Auf diesem Gebiet ist sie in Forschung, Lehre und Praxis tätig.

## Leben
Christiane Sauer studierte Architektur an der Universität für Angewandte Kunst in Wien und an der Hochschule der Künste Berlin. Danach war sie für internationale Architekturbüros wie OMA/Rem Koolhaas Rotterdam, FACE Design New York und David Chipperfield Architekten Berlin tätig.
Im Jahr 2001 gründete sie in Berlin das Büro Formade – Büro für Architektur und Material und 2009 gemeinsam mit der Architektin Claudia Lüling das Büro Lüling Sauer Architekten. Sie war Mitgründerin der Internetplattform Architonic und veröffentlicht regelmäßig in Fachzeitschriften und Fachbüchern zu aktuellen Entwicklungen auf dem Gebiet neuer Materialien. 2012 -2017 war sie als Moderatorin tätig für das Architektur-Portal DETAILresearch mit der Veranstaltungsreihe Die Zukunft des Bauens.
Von 2001 bis 2008 war Christiane Sauer wissenschaftliche Mitarbeiterin am Lehrstuhl Entwerfen und Baukonstruktion an der Universität der Künste (UdK) Berlin. 2010/2011 hatte sie die Hans and Roger Strauch-Stiftungsprofessur für Material Sustainability an der Cornell University, Ithaca / New York inne. 2012 war sie Gastprofessorin für Industriedesign an der Kunsthochschule Burg Giebichenstein in Halle und 2016 Gastdozentin am Southern California Institute of Architecture (SCI-Arc) in Los Angeles, Applied Studies Master Class. Seit 2013 ist sie Professorin für Material und Entwurf im räumlichen Kontext an der Weißensee Kunsthochschule Berlin im Fachgebiet Textil- und Flächen-Design.

## Veröffentlichungen

### Magazine und Bücher
- Seit 2006 Artikel zu Neuen Materialien bzw. Raum und Material im md design magazine.

- 2010 erschien ihr umfangreiches Material-Kompendium Made Of …Neue Materialien für Architektur und Design bzw. Made Of ...New Materials. Sourcebook for Architecture and Design, Gestalten Verlag.[1]

- 2011: Wie neu sind neue Materialien? Dipl.-Ing. Christiane Sauer zum Thema. DBZ, Nummer 12/2011, abgerufen am 5. Januar 2020.
- 2022: Christiane Sauer, Mareike Stoll, Ebba Fransen Waldhör, Maxie Schneider (Hrsg.): Architectures of Weaving. From Fibres and Yarns to Scaffolds and Skins, Jovis Verlag.

### Artikel
- Soft matter. In: Eva Grubinger, Jörg Heiser (Hrsg.): Materiality in Times of Immateriality – Sculpture (= Unlimited, 2.) Sternberg Press, 2015.
- Erkundung von Potentialen. In: Bettina Göttke-Krogmann (Hrsg.): Textildesign. Vom Experiment zur Serie. University Press Burg Giebichenstein, Halle an der Saale 2015.
- Einfach konstruieren. In: Christian Schittich (Hrsg.): Im Detail. Einfach Bauen. Teil 2, Edition DETAIL, 2012.[2]
- Materialität. In: Klaus Bollinger, Manfred Grohmann, Markus Feldmann, Georg Giebeler, Daniel Pfanner, Martin Zeumer (Hrsg.): Atlas Moderner Stahlbau. Edition DETAIL, 2011.
- Materialien und Oberflächen im Innenraum. In: Christian Schittich (Hrsg.): Im Detail. Material im Innenraum. Edition DETAIL, 2008.